# Хумус

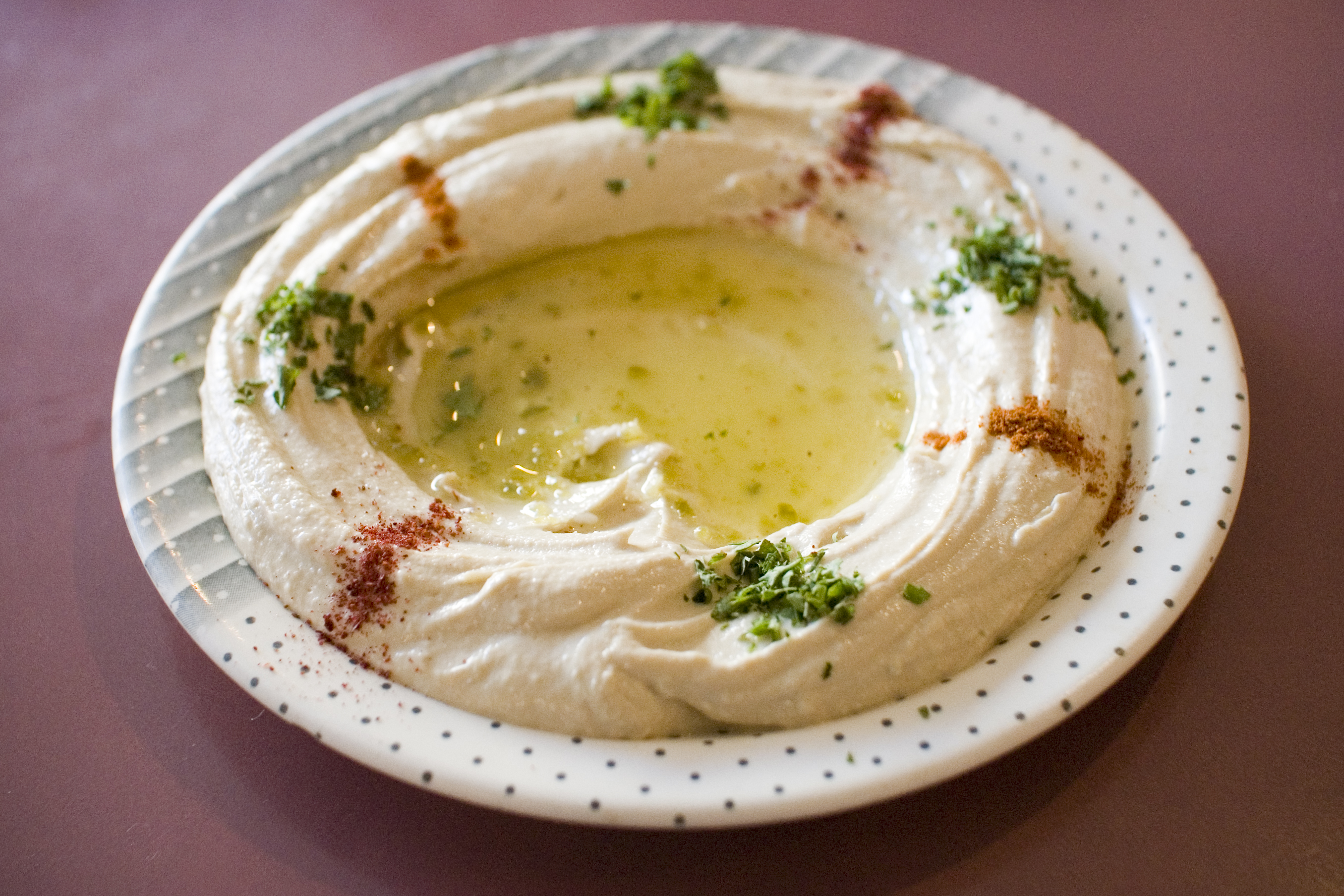

Ху́мус (хуммус, хомус, гуммус; араб. حُمُّص‎‎; івр. חומוס‎; грец. Χούμους; англ. Hummus); також страва відома під назвами нут, нухат, нохат, гарбанзо (англ. Garbanzo beans), чікпіс (англ. Chickpeas) — закуска з нутового пюре, до складу якого зазвичай можуть входити: оливкова олія, часник, сік лимона, паприка, кунжутова приправа (тахіна).
Арабською мовою й івритом «хуммус» означає як просто горох нут, так і саму закуску.

## Поширення
Хумус особливо популярний на Близькому Сході, у тому числі в таких країнах як Ізраїль, Йорданія, Ліван, Сирія, Туреччина, Кіпр.
Подається як холодна закуска або приправа — на сході традиційно з пітою, лавашем, в інших регіонах іноді з кукурудзяними чипсами, хлібом тощо.
Хумус також популярний у всьому світі серед вегетаріанців. Його поставили на промислове виробництво і продають численні мережі супермаркетів, як от Tesco, Morrisons, Waitrose, CO-OP, Marks & Spencer, Sainsbury в Британії.

## Приготування
Хумус готують із відвареного нуту, який товчуть вручну або перемелюють блендером із додаванням оливкової олії, соку лимона і кунжутової приправи (тахіна). Приправи, зокрема часник, сіль, петрушка, цибуля, мелений кумін (зіра), перець чилі можна додавати до смаку.

## Харчова цінність
Хумус містить велику кількість якісного рослинного білка, харчової клітковини, ненасичених жирів і заліза. Вживання хумусу сприятливо впливає на функцію шлунково-кишкового тракту, на обмін речовин, серцево-судинну систему, значно знижує рівень цукру і холестерину в крові.